# Cho Min-kook
Cho Min-kook (조민국?, 曺敏國?; Seul, 5 luglio 1963) è un ex calciatore sudcoreano, di ruolo difensore.

## Statistiche

### Cronologia presenze e reti in Nazionale
| Cronologia completa delle presenze e delle reti in nazionale ― Corea del Sud | Cronologia completa delle presenze e delle reti in nazionale ― Corea del Sud | Cronologia completa delle presenze e delle reti in nazionale ― Corea del Sud | Cronologia completa delle presenze e delle reti in nazionale ― Corea del Sud | Cronologia completa delle presenze e delle reti in nazionale ― Corea del Sud | Cronologia completa delle presenze e delle reti in nazionale ― Corea del Sud | Cronologia completa delle presenze e delle reti in nazionale ― Corea del Sud | Cronologia completa delle presenze e delle reti in nazionale ― Corea del Sud |
| Data                                                                         | Città                                                                        | In casa                                                                      | Risultato                                                                    | Ospiti                                                                       | Competizione                                                                 | Reti                                                                         | Note                                                                         |
| ---------------------------------------------------------------------------- | ---------------------------------------------------------------------------- | ---------------------------------------------------------------------------- | ---------------------------------------------------------------------------- | ---------------------------------------------------------------------------- | ---------------------------------------------------------------------------- | ---------------------------------------------------------------------------- | ---------------------------------------------------------------------------- |
| 6-6-1983                                                                     | Suwon                                                                        | Corea del Sud                                                                | 4 – 0                                                                        | Thailandia                                                                   | 1983 President's Cup                                                         | -                                                                            | 45’                                                                          |
| 12-6-1983                                                                    | Jeonju                                                                       | Corea del Sud                                                                | 3 – 0                                                                        | Indonesia                                                                    | 1983 President's Cup                                                         | -                                                                            |                                                                              |
| 15-6-1983                                                                    | Seul                                                                         | Corea del Sud                                                                | 1 – 0                                                                        | Ghana                                                                        | 1983 President's Cup                                                         | -                                                                            |                                                                              |
| 29-7-1983                                                                    | Los Angeles                                                                  | Guatemala                                                                    | 1 – 1                                                                        | Corea del Sud                                                                | Amichevole                                                                   | -                                                                            |                                                                              |
| 9-8-1983                                                                     | San José                                                                     | Costa Rica                                                                   | 1 – 1                                                                        | Corea del Sud                                                                | Amichevole                                                                   | -                                                                            | 45’                                                                          |
| 30-9-1984                                                                    | Seul                                                                         | Corea del Sud                                                                | 1 – 2                                                                        | Giappone                                                                     | Korea-Japan Annual Match                                                     | -                                                                            | 54’                                                                          |
| 19-5-1985                                                                    | Seul                                                                         | Corea del Sud                                                                | 2 – 0                                                                        | Malaysia                                                                     | Qual. Mondiali 1986                                                          | 1                                                                            | 87’                                                                          |
| 21-7-1985                                                                    | Seul                                                                         | Corea del Sud                                                                | 2 – 0                                                                        | Indonesia                                                                    | Qual. Mondiali 1986                                                          | -                                                                            |                                                                              |
| 26-10-1985                                                                   | Tokyo                                                                        | Giappone                                                                     | 1 – 2                                                                        | Corea del Sud                                                                | Qual. Mondiali 1986                                                          | -                                                                            |                                                                              |
| 3-11-1985                                                                    | Seul                                                                         | Corea del Sud                                                                | 1 – 0                                                                        | Giappone                                                                     | Qual. Mondiali 1986                                                          | -                                                                            |                                                                              |
| 3-12-1985                                                                    | Los Angeles                                                                  | Messico                                                                      | 2 – 1                                                                        | Corea del Sud                                                                | Amichevole                                                                   | -                                                                            | 86’                                                                          |
| 8-12-1985                                                                    | Irapuato                                                                     | Ungheria                                                                     | 1 – 0                                                                        | Corea del Sud                                                                | Messico Tournament                                                           | -                                                                            | 76’                                                                          |
| 11-12-1985                                                                   | Guadalajara                                                                  | Messico                                                                      | 2 – 1                                                                        | Corea del Sud                                                                | Messico Tournament                                                           | -                                                                            |                                                                              |
| 13-12-1985                                                                   | Ciudad Nezahualcóyotl                                                        | Corea del Sud                                                                | 2 – 0                                                                        | Algeria                                                                      | Messico Tournament                                                           | -                                                                            |                                                                              |
| 9-2-1986                                                                     | Hong Kong                                                                    | Hong Kong                                                                    | 0 – 2                                                                        | Corea del Sud                                                                | Hong Kong Tournament                                                         | -                                                                            |                                                                              |
| 16-2-1986                                                                    | Hong Kong                                                                    | Corea del Sud                                                                | 1 – 3                                                                        | Paraguay                                                                     | Hong Kong Tournament                                                         | 1                                                                            | 45’                                                                          |
| 2-6-1986                                                                     | Città del Messico                                                            | Argentina                                                                    | 3 – 1                                                                        | Corea del Sud                                                                | Mondiali 1986 - 1º Turno                                                     | -                                                                            |                                                                              |
| 5-6-1986                                                                     | Città del Messico                                                            | Corea del Sud                                                                | 1 – 1                                                                        | Bulgaria                                                                     | Mondiali 1986 - 1º Turno                                                     | -                                                                            | 72’                                                                          |
| 20-9-1986                                                                    | Pusan                                                                        | Corea del Sud                                                                | 3 – 0                                                                        | India                                                                        | Giochi asiatici 1986                                                         | -                                                                            |                                                                              |
| 24-9-1986                                                                    | Pusan                                                                        | Corea del Sud                                                                | 0 – 0                                                                        | Bahrein                                                                      | Giochi asiatici 1986                                                         | -                                                                            |                                                                              |
| 28-9-1986                                                                    | Pusan                                                                        | Cina                                                                         | 2 – 4                                                                        | Corea del Sud                                                                | Giochi asiatici 1986                                                         | 1                                                                            |                                                                              |
| 1-10-1986                                                                    | Pusan                                                                        | Corea del Sud                                                                | 1 – 1 dts (5-4 dtr)                                                          | Iran                                                                         | Giochi asiatici 1986                                                         | -                                                                            |                                                                              |
| 3-10-1986                                                                    | Seul                                                                         | Indonesia                                                                    | 0 – 4                                                                        | Corea del Sud                                                                | Giochi asiatici 1986                                                         | -                                                                            |                                                                              |
| 5-10-1986                                                                    | Seul                                                                         | Corea del Sud                                                                | 2 – 0                                                                        | Arabia Saudita                                                               | Giochi asiatici 1986                                                         | -                                                                            |                                                                              |
| 19-6-1988                                                                    | Suwon                                                                        | Corea del Sud                                                                | 4 – 0                                                                        | Zambia                                                                       | 1988 President's Cup                                                         | -                                                                            |                                                                              |
| 26-10-1988                                                                   | Tokyo                                                                        | Giappone                                                                     | 0 – 1                                                                        | Corea del Sud                                                                | Korea-Japan Annual Match                                                     | -                                                                            |                                                                              |
| 3-12-1988                                                                    | Doha                                                                         | Emirati Arabi Uniti                                                          | 0 – 1                                                                        | Corea del Sud                                                                | Coppa d'Asia 1988 - 1º turno                                                 | -                                                                            | ?’                                                                           |
| 5-12-1988                                                                    | Doha                                                                         | Corea del Sud                                                                | 2 – 0                                                                        | Giappone                                                                     | Coppa d'Asia 1988 - 1º turno                                                 | -                                                                            |                                                                              |
| 9-12-1988                                                                    | Doha                                                                         | Qatar                                                                        | 2 – 3                                                                        | Corea del Sud                                                                | Coppa d'Asia 1988 - 1º turno                                                 | -                                                                            |                                                                              |
| 14-12-1988                                                                   | Doha                                                                         | Corea del Sud                                                                | 2 – 1                                                                        | Cina                                                                         | Coppa d'Asia 1988 - Semifinali                                               | -                                                                            |                                                                              |
| 18-12-1988                                                                   | Doha                                                                         | Corea del Sud                                                                | 0 – 0 dts (3-4 dtr)                                                          | Arabia Saudita                                                               | Coppa d'Asia 1988 - Finali                                                   | -                                                                            |                                                                              |
| 5-5-1989                                                                     | Seul                                                                         | Corea del Sud                                                                | 1 – 0                                                                        | Giappone                                                                     | Korea-Japan Annual Match                                                     | -                                                                            |                                                                              |
| 23-5-1989                                                                    | Seul                                                                         | Corea del Sud                                                                | 3 – 0                                                                        | Singapore                                                                    | Qual. Mondiali 1990                                                          | -                                                                            |                                                                              |
| 25-5-1989                                                                    | Seul                                                                         | Corea del Sud                                                                | 9 – 0                                                                        | Nepal                                                                        | Qual. Mondiali 1990                                                          | 1                                                                            | 46’                                                                          |
| 27-5-1989                                                                    | Seul                                                                         | Corea del Sud                                                                | 3 – 0                                                                        | Malaysia                                                                     | Qual. Mondiali 1990                                                          | -                                                                            |                                                                              |
| 3-6-1989                                                                     | Singapore                                                                    | Nepal                                                                        | 0 – 4                                                                        | Corea del Sud                                                                | Qual. Mondiali 1990                                                          | -                                                                            | 17’                                                                          |
| 5-6-1989                                                                     | Singapore                                                                    | Malaysia                                                                     | 0 – 3                                                                        | Corea del Sud                                                                | Qual. Mondiali 1990                                                          | 1                                                                            |                                                                              |
| 7-6-1989                                                                     | Singapore                                                                    | Singapore                                                                    | 0 – 3                                                                        | Corea del Sud                                                                | Qual. Mondiali 1990                                                          | -                                                                            |                                                                              |
| 12-6-1990                                                                    | Verona                                                                       | Belgio                                                                       | 2 – 0                                                                        | Corea del Sud                                                                | Mondiali 1990 - 1º turno                                                     | -                                                                            | 46’                                                                          |
| 7-6-1991                                                                     | Seul                                                                         | Corea del Sud                                                                | 0 – 0                                                                        | Egitto                                                                       | 1991 President's Cup                                                         | -                                                                            |                                                                              |
| 9-6-1991                                                                     | Daejeon                                                                      | Corea del Sud                                                                | 3 – 0                                                                        | Indonesia                                                                    | 1991 President's Cup                                                         | -                                                                            | 46’                                                                          |
| 11-6-1991                                                                    | Gwangju                                                                      | Corea del Sud                                                                | 1 – 1                                                                        | Malta                                                                        | 1991 President's Cup                                                         | -                                                                            |                                                                              |
| 14-6-1991                                                                    | Seul                                                                         | Corea del Sud                                                                | 0 – 0 dts (4-3 dtr)                                                          | Australia                                                                    | 1991 President's Cup                                                         | -                                                                            |                                                                              |
| 16-6-1991                                                                    | Seul                                                                         | Corea del Sud                                                                | 2 – 0                                                                        | Egitto                                                                       | 1991 President's Cup                                                         | -                                                                            |                                                                              |
| Totale                                                                       |                                                                              | Presenze                                                                     | 44                                                                           |                                                                              | Reti                                                                         | 5                                                                            |                                                                              |